# Bashkim Fino
Bashkim Fino (Gjirokastra, 1962. október 12. – Tirana, 2021. március 29.) albán politikus, Albánia 29. miniszterelnöke 1997-ben.

## Életútja
1962. október 12-én született Gjirokastrában. Tiranában és az Egyesült Államokban tanult közgazdaságot. Szülővárosában dolgozott közgazdászként, ahol 1992 és 1996 között a város polgármestere volt.
1997. március 11-én Sali Berisha (Albán Demokrata Párt) köztársasági elnök Finót, az ellenzéki Albán Szocialista Párt tagját nevezte ki miniszterelnöknek a nemzeti egység kormány élére, mely azért jött létre mert az országban zavargások törtek ki számos piramisjáték bedőlése miatt, ami rövid polgárháborúba csapott át és a korábbi kormány elvesztette az irányítását az ország nagy része felett. 1997. június 29-én parlamenti választások voltak Albániában, ahol Fino pártja az Albán Szocialista Párt nagy többséggel nyert. A miniszterelnök ezt követően Fatos Nano lett.
2014-től parlamenti képviselőként tevékenykedett. Pártjának politikai akadémiájának egyik oktatója volt.
2021. március 29-én 58 éves korában hunyt el koronavírus-fertőzés következtében.

## Fordítás
- Ez a szócikk részben vagy egészben  a   Bashkim Fino című angol Wikipédia-szócikk ezen változatának fordításán alapul.  Az eredeti cikk szerkesztőit annak laptörténete sorolja fel. Ez a jelzés csupán a megfogalmazás eredetét és a szerzői jogokat jelzi, nem szolgál a cikkben szereplő információk forrásmegjelöléseként.

| Elődje: Aleksandër Meksi | Albánia miniszterelnöke 1997 | Utódja: Fatos Nano |